# Žamberk (zámek)
Zámek Žamberk je původní renesanční stavba s barokními úpravami.

## Místo a charakteristika stavby
Zámecký areál s renesančním zámkem, později barokně upraveným v rozsáhlém anglickém parku, zaujímá se svými třemi nádvořími jihovýchodní část města Žamberka. Vlastní zámek je jednopatrová budova krytá nízkou valbovou střechou. Uzavírá druhé a třetí nádvoří. Severovýchodní nároží budovy tvoří kaple s trojbokým uzávěrem, která v interiéru prostupuje přízemí i první patro. Portály na druhém a třetím nádvoří jsou zdobeny erby zámeckých majitelů, Bubnů, Wiederspergů a Parishů. Parishovský erb je umístěn též nad portálem vedoucím ze zámku do parku. Přízemí zámku je převážně zaklenuto valenými klenbami s výsečemi, patro má stropy ploché. Na jihovýchod od zámku se rozkládá rozsáhlý anglický park, který přechází dále v oboru.

## Architektura
Zámek byl před rokem 1600 postaven jako renesanční čtyřkřídlá stavba na půdorysu protáhlého obdélníka se vstupním průčelím obráceným k severu. Vnitřní nádvoří bylo příčným spojovacím křídlem rozděleno na dvě téměř stejně velká čtvercová nádvoří, spojená vzájemně průjezdem v příčném křídle. Stavba s typickými znaky renesančního sídla, se do nádvoří otvírala arkádami a její omítky pokrývalo psaníčkové sgrafito.
V letech 1653 až 1711 došlo k barokním úpravám zámku. Ty se týkaly hlavně interiérů a nádvorních prostor.
V letech 1809-1815 byly provedeny přestavby, opravy a modernizace zámku v duchu rokoka.
Konečný vzhled obdržel zámek v letech 1881 až 1925 tím, že byl upraven secesně.
Nově byla upravena většina zámeckých interiérů a budova dostala novou fasádu.
Nejvýrazněji byl změněn vzhled druhého zámeckého nádvoří. Na jeho východní straně byl zřízen nový pozoruhodný secesní vstupní portál. Na úpravě portálů se podílel žamberský rodák, sochař František Rous.
V letech 1987-1991 byl do zámeckého areálu proveden velký stavební zásah tím, že na západní straně druhého nádvoří, v místech, kde se tento prostor původně otvíral do zámeckého parku, byl postaven vícepatrový montovaný objekt domova mládeže.

## Majitelé zámku a panství
- (1600–1809) Zámek postavil před rokem 1600 Mikuláš Bubna z Litic s částečným využitím zbytků Karlovského domu. Bubnové z Litic byli majiteli žamberského panství přes 200 let.
- (1809–1815) Dalším majitelem panství byl Verian Alfred hrabě Windischgrätz.
- (1815–1948) Posledním šlechtickým rodem, který dosud vlastní žamberské panství, jsou Parishové.
- (1948–1990) Byla na panství uvalena státní správa.
- (1990–2004) Byl v restituci baronu Parishovi navrácen rodový majetek včetně budovy zámku.
- (2004) Rada Pardubického kraje se dohodla s baronem Parishem na odkoupení budovy zámku pro potřeby školství.